# Kabacan
Kabacan è una municipalità di seconda classe delle Filippine, situata nella Provincia di Cotabato, nella Regione del Soccsksargen.
Kabacan è formata da 24 baranggay:
- Aringay
- Bangilan
- Bannawag
- Buluan
- Cuyapon
- Dagupan
- Katidtuan
- Kayaga
- Kilagasan
- Magatos
- Malamote
- Malanduague

- Nanga-an
- Osias
- Paatan Lower
- Paatan Upper
- Pedtad
- Pisan
- Poblacion
- Salapungan
- Sanggadong
- Simbuhay
- Simone
- Tamped